# Exeter (Wisconsin)
Exeter – miasto w Stanach Zjednoczonych, w stanie Wisconsin, w hrabstwie Green.